# Tax shelter
Tax shelter verwijst in België naar de verschillende regelingen die elk een belastingvoordeel kunnen opleveren. De oudste is tax shelter voor de productie van audiovisuele werken, die werd uitgebreid naar podiumwerken en vervolgens naar de game-industrie. Ondernemingen die een deel van hun belastbare winst in dergelijke werken investeren, krijgen onder bepaalde voorwaarden een belastingvrijstelling.
Er bestaat ook een tax shelter voor startende ondernemingen of groeibedrijven. Deze kan recht geven op een belastingvermindering bij het verwerven van nieuwe aandelen of deelname in startende ondernemingen of groeibedrijven.